# Nissan Tiida
Nissan Tiida – samochód osobowy typu hatchback bądź sedan produkowany od 2004 roku przez japońskiego producenta Nissan. Pierwsze wcielenie modelu produkowane było w latach 2004 - 2012, a jego druga generacja zadebiutowała w 2010 roku, trafiając do produkcji rok później. Europejski debiut drugiego wcielenia nastąpił w 2013 roku. W Europie Tiida pełni rolę następcy modelu Almera.

## Pierwsza generacja
Nissan Tiida – kompaktowy samochód osobowy zaprezentowany w 2004 roku w Japonii, produkcja jego ruszyła tamże tego samego roku, a światowa sprzedaż modelu ruszyła rok później. W Polsce został wprowadzony do sprzedaży w czerwcu 2007 roku i widniał w ofercie do 2012 roku. W Europie model pełni rolę następcy modelu Almera
Nissan Tiida I generacji był sprzedawany od lipca 2006 r. w Stanach Zjednoczonych jako Nissan Versa (w nadwoziu sedan i hatchback), a wersja sedan w Japonii nosi nazwę Nissan Tiida Latio. Wystąpił także krótki epizod z próbą sprzedaży Tiidy w Ameryce Południowej jako Dodge Trazo.

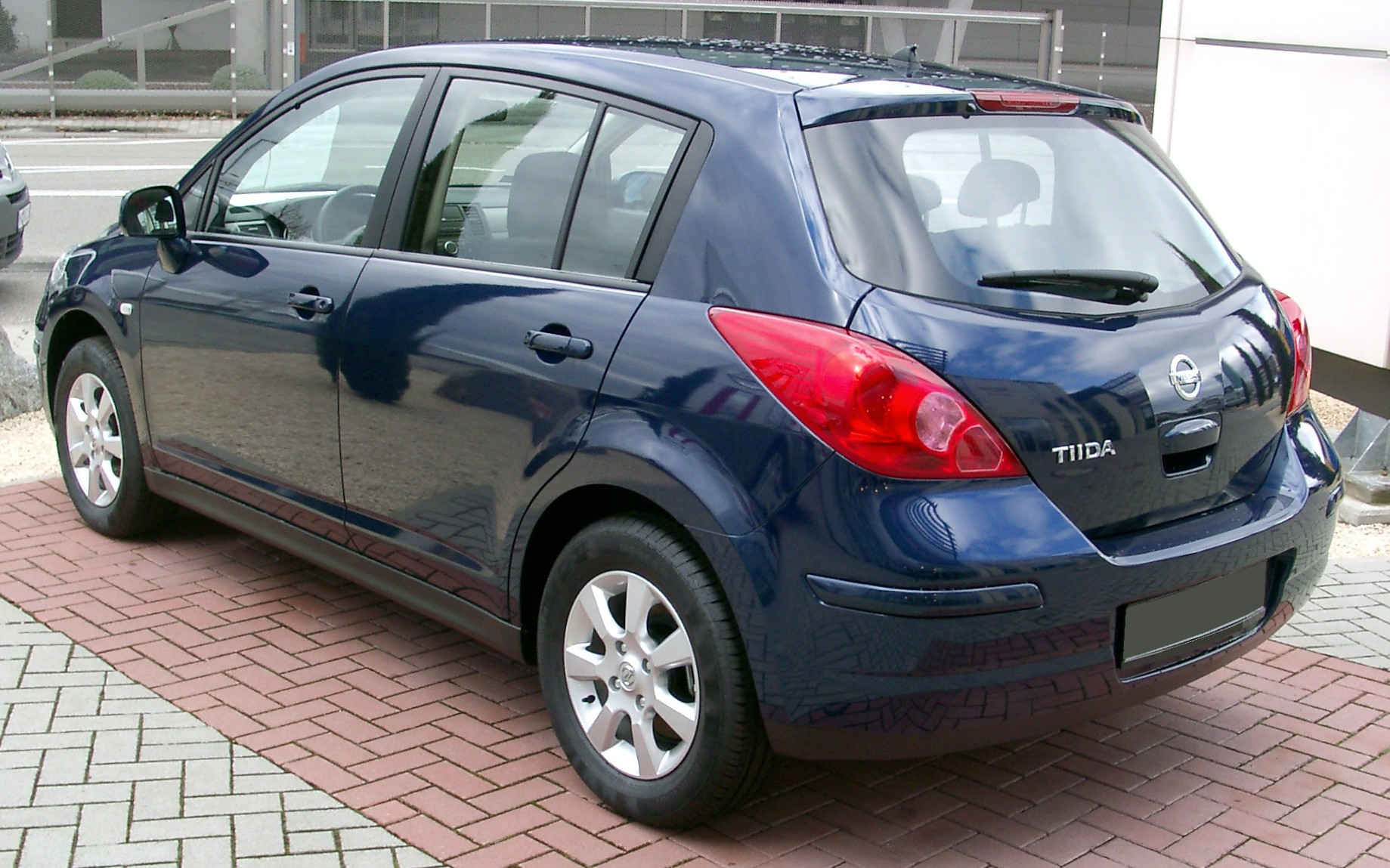
Nissan Tiida hatchback – tył

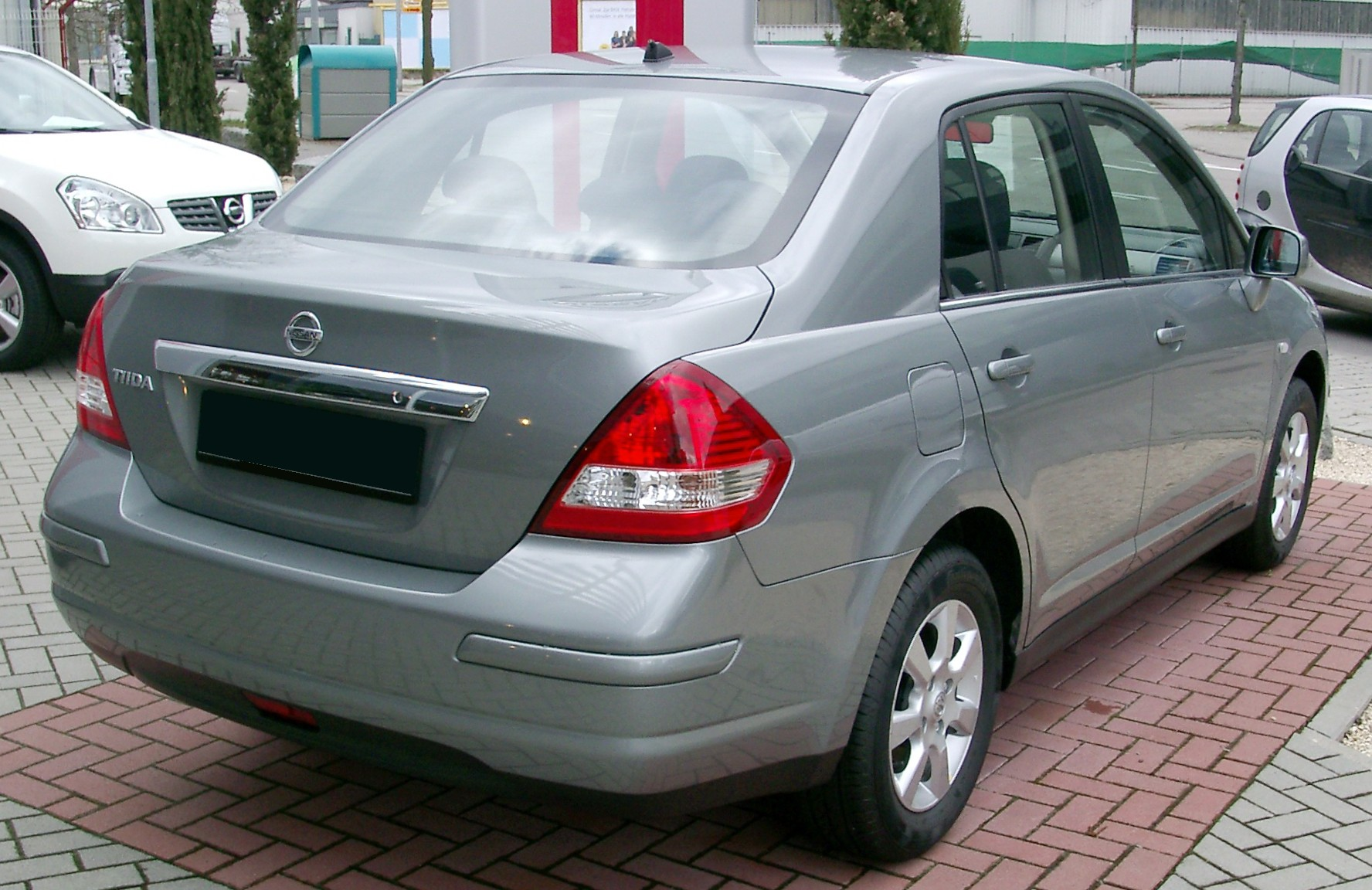
Nissan Tiida sedan

### Dane techniczne
| Wersja                | Silnik:                          | Układ zasilania:   | Średnica × skok tłoka: | St. sprężania:     | Moc maksymalna:                   | Maks. moment obrotowy      | 0-100 km/h:        | V-max:             | Śr. zużycie paliwa na 100 km |
| Silniki benzynowe:    | Silniki benzynowe:               | Silniki benzynowe: | Silniki benzynowe:     | Silniki benzynowe: | Silniki benzynowe:                | Silniki benzynowe:         | Silniki benzynowe: | Silniki benzynowe: | Silniki benzynowe:           |
| --------------------- | -------------------------------- | ------------------ | ---------------------- | ------------------ | --------------------------------- | -------------------------- | ------------------ | ------------------ | ---------------------------- |
| 1.5 15S/15M           | R4 1,5 l (1498 cm³), DOHC        | wtrysk             | 78,00 mm × 78,40 mm    | 10,5:1             | 109 KM (80 kW) przy 6000 obr./min | 148 N•m przy 4400 obr./min | b/d                | b/d                | b/d                          |
| 1.8 18G               | R4 1,8 l (1797 cm³), DOHC        | wtrysk             | 84,00 mm × 81,10 mm    | 9,9:1              | 128 KM (94 kW) przy 5200 obr./min | 176 N•m przy 4800 obr./min | b/d                | b/d                | b/d                          |
| 1.6                   | R4 1,6 l (1598 cm³), DOHC        | wtrysk             | 78,00 mm × 83,60 mm    | 10,7:1             | 110 KM (86 kW) przy 6000 obr./min | 153 N•m przy 4400 obr./min | 11,1 s             | 186 km/h           | 6,9 l                        |
| 1.8                   | R4 1,8 l (1798 cm³), DOHC        | wtrysk             | 84,00 mm × 81,10 mm    | 9,9:1              | 126 KM (93 kW) przy 5200 obr./min | 173 N•m przy 4800 obr./min | 10,4 s             | 195 km/h           | 7,8 l                        |
| Silniki wysokoprężne: |                                  |                    |                        |                    |                                   |                            |                    |                    |                              |
| 1.5                   | R4 1,5 l (1461 cm³), DOHC, turbo | common rail        | 76,00 mm × 80,50 mm    | 15,3:1             | 105 KM (78 kW) przy 4000 obr./min | 240 N•m przy 2000 obr./min | 11,3 s             | 186 km/h           | 5,2 l                        |

## Druga generacja

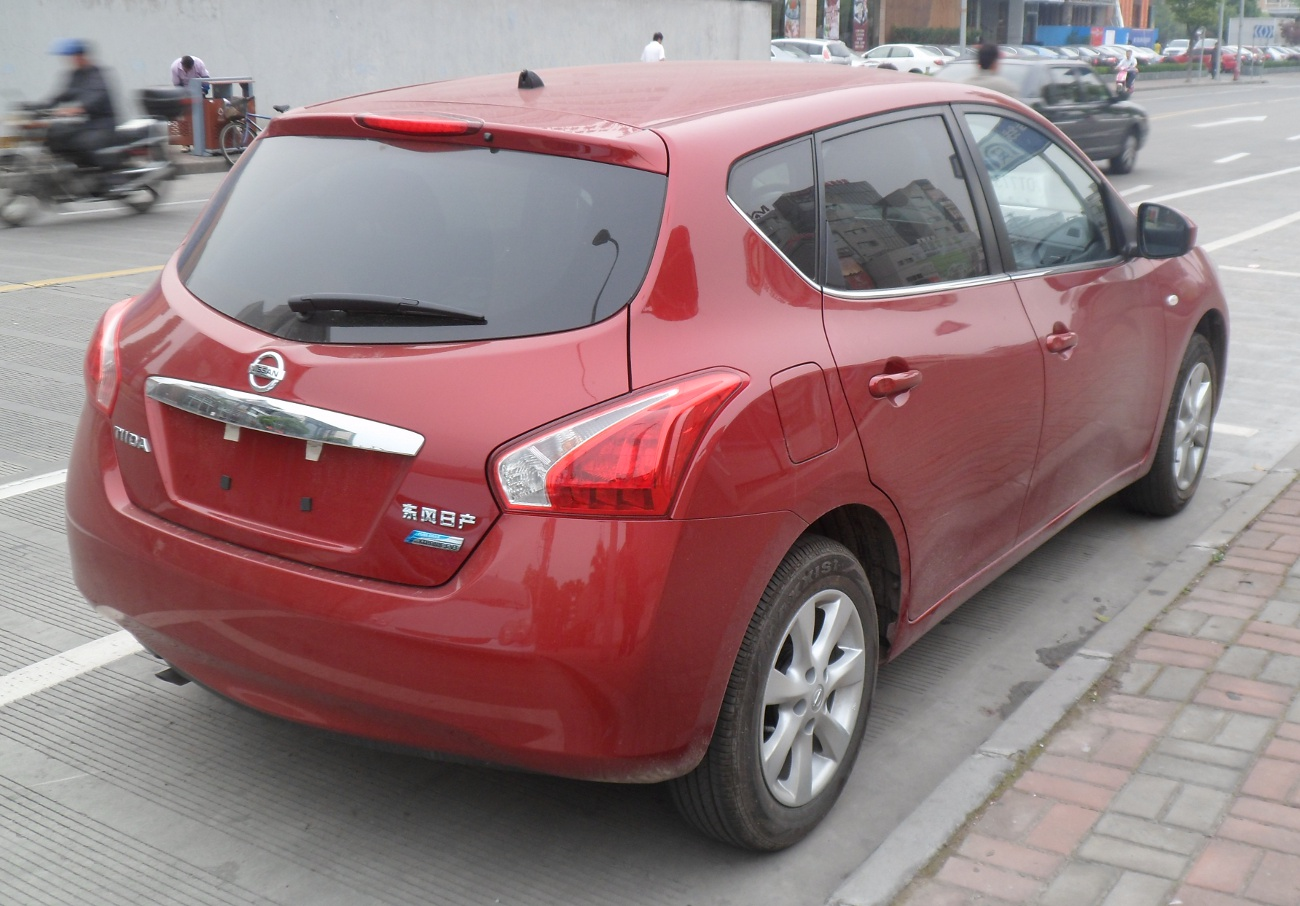
Nissan Tiida II na rynek chiński - tył

Druga generacja samochodu Nissan Tiida została zaprezentowana w 2011 roku na targach motoryzacyjnych w Szanghaju. Produkcja auta ruszyła w Chinach w tym samym roku. W innych krajach świata model zadebiutował później, w Australii pod nazwą Nissan Pulsar sprzedaż modelu ruszyła w 2012 roku. Tiida oferowana jest jako 5-drzwiowy hatchback. Wersja sedan modelu posiada odmienny i wzbogacony większą ilością chromu względem hatchbacka design i oferowana jest wyłącznie na 5 światowych rynkach: w Japonii, Meksyku i Tajlandii jako kolejne wcielenie Nissana Sylphy, w USA jako kolejne wcielenie Nissana Sentra oraz w Australii jako odmiana sedan modelu Pulsar, czyli Tiidy pod lokalną, tradycyjną nazwą. Samochód należy do segmentu C, ale został zaprojektowany na tej samej płycie podłogowej, co mniejsza Micra.

### Tiida II a Europa

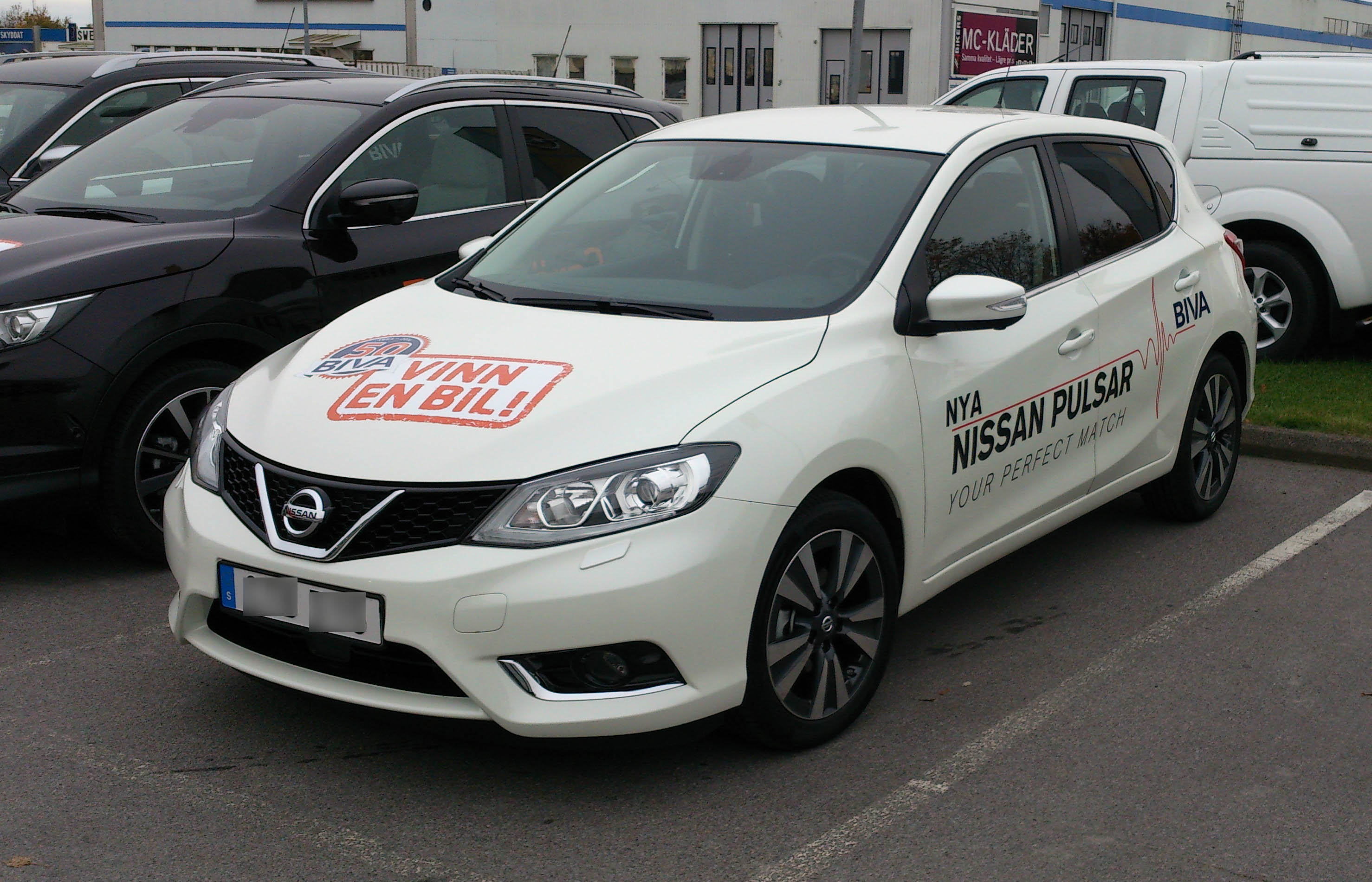
Europejski, różniący się designem Nissan Pulsar

Debiut modelu na rynku europejskim początkowo nie był planowany z racji polityki koncernu, która przewidywała skupianie się na danym typie nadwozi na konkretnym kontynencie - w Ameryce Północnej i Azji są to sedany, SUV-y i vany, a na Starym Kontynencie crossovery. Pod koniec 2012 roku zarząd Nissana ogłosił, że w segmencie kompaktowych hatchbacków widzi jednak spory potencjał jednocześnie nie informując, czy Tiida znana ze światowych rynków pojawi się wreszcie także w Europie. Następnie okazało się, że długo oczekiwany kompakt Nissana na rynek europejski jedynie technicznie będzie bazować na Tiidzie, a nadwozie zostanie głęboko zmodyfikowane. Ponadto pojawi się nowa nazwa i inne jednostki napędowe. W lutym 2014 media poinformowały, że nowy kompaktowy model będzie produkowany w hiszpańskiej fabryce Renault-Nissan w Barcelonie, a w drugiej połowie maja 2014 roku po ponad roku testów drogowych zamaskowanego modelu japoński koncern ogłosił oficjalnie, że kompaktowy model otrzyma nazwę Pulsar i zadebiutuje oficjalnie 20 maja. Sprzedaż modelu oficjalnie ruszy na jesieni.
Nazwa początkowo może być myląca, gdyż identycznie nazywa się Tiida na rynek australijski i nowozelandzki, są to jednak dwa jedynie technicznie powiązane samochody, gdyż design przodu i tyłu europejskiego Pulsara różni się od azjatyckiego odpowiednika